# Occhiali neri
Occhiali neri este un film giallo din 2022 regizat și co-scris de Dario Argento, în prima sa lucrare regizorală după Dracula 3D (2012). Scenariul este scris de Argento cu Franco Ferrini⁠(d) și Carlo Lucarelli⁠(d). În rolul principal interpretează Ilenia Pastorelli⁠(d) ca o escortă italiană care este atacată și orbită de un criminal în serie într-o tentativă de crimă. În timp ce fuge de atac cu mașina, ea întâlnește un tânăr chinez (Andrea Zhang) care o ajută în lipsa vederii. Fiica lui Argento, Asia Argento, apare în film și servește și ca producător asociat al filmului. 
O coproducție internațională italo-franceză, Occhiali neri a avut premiera la cea de-a 72-a ediție a Festivalului Internațional de Film de la Berlin la 11 februarie 2022. A fost lansat în cinematografele din Italia la 24 februarie 2022.

## Distribuție
- Ilenia Pastorelli - Diana  [4]
- Asia Argento ca Rita [4]
- Andrea Gherpelli ca Matteo [4]
- Mario Pirrello ca inspectorul șef Aleardi [4]
- Maria Rosaria Russo ca inspectorul Bajani [4]
- Gennaro Iaccarino ca inspectorul Baldacci [4]
- Xinyu Zhang - Chin   [4]
- Paola Sambo - călugăriță în orfelinat [4]
- Ivan Alovisio - doctor [4]
- Giuseppe Cometa - copil în orfelinat [4]

## Producție
Ideea pentru Occhiali neri datează din 2002, Vittorio Cecchi Gori fiind pregătit inițial să fie producătorul filmului. În urma falimentului companiei lui Cecchi Gori, scenariul a fost abandonat până când fiica lui Dario Argento, Asia Argento, l-a redescoperit în timp ce își scria autobiografia din 2021, Anatomy of a Wild Heart. 
Duo-ul francez de muzică electronică Daft Punk a fost inițial atașat să compună coloana sonoră, dar a fost înlocuit de Arnaud Rebotini⁠(d) după despărțirea grupului în 2021.

## Lansare
Un teaser trailer al filmului a fost lansat pe 8 februarie 2022. Un trailer complet a fost lansat pe 10 februarie.
Occhiali neri a avut premiera mondială la cea de-a 72-a ediție a Festivalului Internațional de Film de la Berlin (Berlinale) pe 11 februarie 2022. A fost lansat în cinematografele din Italia pe 24 februarie 2022. 
Filmul urmează să fie disponibil pentru streaming în America de Nord, Regatul Unit și Irlanda, Australia și Noua Zeelandă pe serviciul de streaming Shudder în toamna anului 2022.

## Recepție
Pe site-ul web al agregatorului de recenzii Rotten Tomatoes, filmul are un rating de aprobare de 50% pe baza a opt recenzii, cu o evaluare medie de 5,0/10.
Analizând filmul după premiera sa la Berlinale, Anna Smith de la Deadline Hollywood a remarcat „o privire erotică inconfortabilă în timpul scenelor de atac (dacă este menită să fie pastișă, nu funcționează)” și a scris că „îi lipsește suspansul și stilul” lucrărilor lui Argento din anii 1970 și 1980, în timp ce repetă diverse teme [...] cea mai mare parte îți amintește doar cât de bun era Argento pe vremuri."
Peter Bradshaw de la The Guardian a acordat filmului  două din cinci stele, lăudând secvența sa de deschidere, dar numind-o „bizară în moduri greșite, cu tranziții înșelătoare de absurde” și scriind că „regizorul nu este deosebit de interesat de ideea ca Diana să se schimbe sau să se dezvolte ca persoană în cursul tuturor acestor evenimente.”
Tim Robey, de la Telegraph a acordat filmului două stele din cinci, deplângând lipsa percepută a lui Argento de „interes pentru a învăța noi trucuri” și criticând interpretarea câinelui care joacă rolul câinelui ghid al Dianei.
Michael Nordine de la Variety a scris că, „în timp ce doar cei devotați orbește lui [Argento] nu vor reuși să vadă cât de ridicolă este ultima sa ofertă, numai cei imuni la farmecul pueril al câinilor de atac, al eclipselor și al șerpilor de apă nu vor reuși să se bucure de Occhiali neri chiar și puțin.”
Ben Croll de la IndieWire⁠(d) a acordat filmului nota „B+”, numindu-l „un mic giallo care nu vrea altceva decât să fie etichetat ca o revenire la formă. Dacă este atât de mic, trebuie să-i dai puncte pentru încercare.”
Jordan Mintzer de la The Hollywood Reporter a concluzionat că Occhiali neri nu este niciodată atât de înfricoșător, iar unele scene sunt pur și simplu o prostie, dar[...] poate fi suficient de plăcut pentru a-l urmări - mai mult ca o reamintire a ceea ce Argento făcea mai bine [...]” 